# Rada Powiatu Sanockiego
Rada Powiatu Sanockiego – organ stanowiący i kontrolny samorządu powiatu sanockiego z siedzibą w Sanoku, istniejący od 1998. W jego skład wchodzą radni wybierani w powiecie sanockiem, w wyborach bezpośrednich na kadencje trwające cztery lata.

## Wybory do rady
Radni do Rady Powiatu Sanockiego są wybierani w wyborach co cztery lata w czterech okręgach wyborczych. W wyborach samorządowych 2014 na obszarze powiatu sanockiego, zamieszkiwanego przez 96 008 mieszkańców, uprawnionych do głosowania było 77 761 mieszkańców. W wyborach samorządowych 2018 uprawnionych do głosowania było ogółem 76 916 mieszkańców.
| Okręg | Gminy                              | Liczba radnych | Wyborcy w 2014 | Wyborcy w 2018 |
| ----- | ---------------------------------- | -------------- | -------------- | -------------- |
| 1.    | Besko, Bukowsko, Komańcza, Zarszyn | 5              | 19 685         | 19 443         |
| 2.    | miejsko-wiejska Zagórz             | 3              | 10 616         | 10 712         |
| 3.    | miejska Sanok                      | 8              | 31 747         | 30 835         |
| 4.    | wiejska Sanok, Tyrawa Wołoska      | 5              | 15 713         | 15 926         |
| #     | Razem (Σ)                          | 21             | 77 761         | 76 916         |

### I kadencja (1998–2002)
Skład Rady Powiatu Sanockiego I kadencji (1998–2002) ustalony w wyniku wyborów samorządowych w 1998:
- Z listy Akcji Wyborczej „Solidarność”: Andrzej Ceduła, Witold Fal, Krzysztof Kaczmarski, Bronisław Kielar, Roman Konieczny, Józef Kosiba, Piotr Łański, Edward Olejko, Władysław Patronik, Andrzej Bożydar Radwański, Andrzej Romaniak, Henryka Wileczek, Wanda Wojtuszewska, Stanisław Zarzyczny, Zygmunt Żyłka
- Z listy Sojuszu Lewicy Demokratycznej: Wojciech Blecharczyk, Kazimierz Drwięga, Stanisław Gołda, Kazimierz Grzebień, Józef Kocoń, Wacław Krawczyk, Tadeusz Mleczko, Irena Słota, Stanisław Smolik, Krzysztof Smulski, Kazimierz Ściborowicz, Anna Trebenda, Marian Żołnierczyk
- Z listy Zjednoczeni Mieszkańcy Sanoka i Powiatu: Ewa Czarniecka, Bożena Fijałkowska, Czesława Kurasz
- Z listy Samorządowego Komitetu Wyborczego Ziemi Sanockiej: Zbigniew Bartkowski, Roman Czech
- Z listy Przymierza Społecznego: Piotr Błażejewski, Bronisław Żółkiewicz

Przewodniczący Rady: Stanisław Zarzyczny, zastępcy przewodniczącego: Bożena Fijałkowska, Wacław Krawczyk. Starosta sanocki: Edward Olejko; wicestarosta sanocki: Czesława Kurasz.

### II kadencja (2002–2006)
Skład Rady Powiatu Sanockiego II kadencji (2002–2006) ustalony w wyniku wyborów samorządowych w 2002:
- Z listy Sojuszu Lewicy Demokratycznej-Unii Pracy: Józef Baszak, Stanisław Gołda, Józef Kocoń, Wacław Krawczyk, Bolesław Marszałek, Bogdan Struś, Michał Szaryj, Kazimierz Ściborowicz
- Z listy komitetu „Sanok – Rodzina – Sprawiedliwość”: Stanisław Lewicki, Edward Olejko, Stanisław Zarzyczny, Zygmunt Żyłka
- Z listy Zjednoczeni Samorządowcy Ziemi Sanockiej: Czesław Bartkowski, Czesława Kurasz, Dariusz Wanielista
- Z listy Ruchu Samorządowego Ziemi Sanockiej: Andrzej Ostrowski, Szymon Podulka
- Z listy Samoobrony RP: Renata Czajnik, Zdzisław Hydzik
- Z listy Ligi Polskich Rodzin: Janusz Mikołajewicz
- Z listy Polskiego Stronnictwa Ludowego: Jerzy Stach

Starosta sanocki: Bogdan Struś; wicestarosta sanocki: Zbigniew Daszyk.

### III kadencja (2006–2010)
Skład Rady Powiatu Sanockiego III kadencji (2006–2010) ustalony w wyniku wyborów samorządowych w 2006:
- Z listy KW Prawo i Sprawiedliwość: Roman Konieczny, Stanisław Lewicki, Tadeusz Nabywaniec, Piotr Uruski
- Z listy KW Stowarzyszenie „Zjednoczeni Samorządowcy Ziemi Sanockiej”: Ryszard Bętkowski, Halina Jaskóła, Bogdan Struś, Krzysztof Such
- Z listy KW Towarzystwa Przyjaciół Sanoka i Ziemi Sanockiej: Stanisław Gołda, Wacław Krawczyk, Wojciech Pajestka, Robert Pieszczoch
- Z listy Polskiego Stronnictwa Ludowego: Grażyna Borek (w 2015 jej miejsce zajął Kazimierz Wolański[9][10]), Marian Czubek, Stanisław Fal
- Z listy KW Platforma Obywatelska: Adam Drozd, Barbara Warchoł
- Z listy KW Stowarzyszenie „Wiara – Tradycja – Rozwój”: Ernest Nowak, Zygmunt Żyłka
- Z listy KW Wyborców „Samorządu Ziemi Sanockiej”: Waldemar Szybiak
- Z listy SLD-UP-SdPl-PD-LiD: Marian Kawa

Starosta sanocki: Wacław Krawczyk; wicestarosta sanocki: Andrzej Bożydar Radwański.

### IV kadencja (2010–2014)
Skład Rady Powiatu Sanockiego IV kadencji (2010–2014) ustalony w wyniku wyborów samorządowych w 2010:
- Z listy KW Platforma Obywatelska: Paweł Czech, Adam Drozd, Agnieszka Haduch, Dariusz Jęczkowski, Sebastian Niżnik, Robert Pieszczoch
- Z listy KW Towarzystwa Przyjaciół Sanoka i Ziemi Sanockiej: Marian Futyma, Wacław Krawczyk, Waldemar Och, Wojciech Pajestka, Marek Szpara
- Z listy KW Polskie Stronnictwo Ludowe: Jan Chowaniec, Marian Czubek, Grażyna Borek, Stanisław Fal
- Z listy KW Prawo i Sprawiedliwość: Roman Konieczny, Tadeusz Nabywaniec, Piotr Uruski
- Z listy KW Stowarzyszenie „Zjednoczeni Samorządowcy Ziemi Sanockiej”: Józef Baszak
- Z listy KW Wyborców „Dla Powiatu”: Jan Cyran
- Z listy KW Wyborców „Samorządu Ziemi Sanockiej”: Waldemar Szybiak

Starosta sanocki: Sebastian Niżnik; wicestarosta sanocki: Wacław Krawczyk, przewodniczący Rady Powiatu Sanockiego: Robert Pieszczoch; wiceprzewodniczący Rady Powiatu Sanockiego: Marian Czubek, Wojciech Pajestka.

### V kadencja (2014–2018)
Skład Rady Powiatu Sanockiego V kadencji (2014–2018) ustalony w wyniku wyborów samorządowych w 2014:
- Z listy KW Prawo i Sprawiedliwość: Damian Biskup, Janusz Cecuła, Andrzej Chrobak, Roman Konieczny, Kazimierz Węgrzyn, Jerzy Zuba
- Z listy KW Polskie Stronnictwo Ludowe: Marian Czubek, Grażyna Borek, Jan Jaślar, Eugeniusz Stabryła, Dariusz Strzyż, Alicja Wosik
- Z listy KW Platforma Obywatelska: Tomasz Gankiewicz, Zofia Kordela-Borczyk, Sebastian Niżnik
- Z listy KW Towarzystwa Przyjaciół Sanoka i Ziemi Sanockiej: Marian Futyma, Wacław Krawczyk, Waldemar Och
- Z listy KW Stowarzyszenie „Zjednoczeni Samorządowcy Ziemi Sanockiej”: Robert Pieszczoch, Witold Jawor, Bogdan Struś

Starosta sanocki: Roman Konieczny; wicestarosta sanocki: Wacław Krawczyk, przewodniczący Rady Powiatu Sanockiego: Waldemar Och; wiceprzewodniczący Rady Powiatu Sanockiego: Andrzej Chrobak, Zofia Kordela-Borczyk; członkowie zarządu Damian Biskup, Krzysztof Strzyż i Alicja Wosik.

### VI kadencja (2018–2023)
Wybrani w wyborach samorządowych 2018.
- Z listy KW Prawo i Sprawiedliwość: Damian Biskup, Janusz Cecuła, Andrzej Chrobak, Krystyna Galik-Harhaj, Roman Konieczny, Stanisław Lewicki, Robert Pieszczoch, Jolanta Skoczołek, Krzysztof Strzyż, Kazimierz Węgrzyn (zm. 29 XI 2020[18]), Jerzy Zuba
- Z listy KWW Demokraci Ziemi Sanockiej: Marzena Dziurawiec, Tomasz Gankiewicz, Sebastian Niżnik, Bogdan Struś
- Z listy KW Towarzystwa Przyjaciół Sanoka i Ziemi Sanockiej: Marta Myćka, Igor Wójciak, Robert Zoszak
- Z listy KW Polskie Stronnictwo Ludowe: Jan Jaślar, Marek Szpara
- Z listy KKW SLD-Lewica Razem: Marian Kawa

Starosta sanocki: Stanisław Chęć, wicestarosta sanocki: Janusz Cecuła, przewodniczący Rady Powiatu Sanockiego: Robert Pieszczoch; wiceprzewodniczący Rady Powiatu Sanockiego: Roman Konieczny, Stanisław Lewicki; członkowie zarządu Damian Biskup, Krzysztof Strzyż, Andrzej Chrobak.

### VII kadencja (2023–2028)
Wybrani w wyborach samorządowych 2024.
- Z listy KW Prawo i Sprawiedliwość: Cecuła Janusz, Stanisław Chęć , Andrzej Chrobak, Krystyna Galik-Harhaj, Krzysztof Nitka, Jolanta Skoczołek, Jan Wydrzyński, Jerzy Zuba
- KWW Koalicja Samorządowa Ludowcy i Demokraci: Marzena Dziurawiec, Jerzy Ginalski, Anna Hałas, Sebastian Niżnik, Kazimierz Wolański.
- KWW Nasz Powiat: Damian Biskup, Jacek Sroka
- KWW Nowy Samorząd: Paweł Husak, Robert Pieszczoch
- Z listy KW Towarzystwo Przyjaciół Sanoka i Ziemi Sanockiej: Andrzej Betlej, Wacław Krawczyk
- Z listy KW Samorządowcy Bogusław Jaworski, Bogdan Struś

Starosta sanocki: Robert Pieszczoch, wicestarosta sanocki: Damian Biskupa, przewodniczący Rady Powiatu Sanockiego: Sebastian Niżnik; wiceprzewodniczący Rady Powiatu Sanockiego: Bogdan Struś i Krzysztof Nitka; członkowie zarządu: Andrzej Betlej, Anna Hałas, Jerzy Zuba.